# DHTML

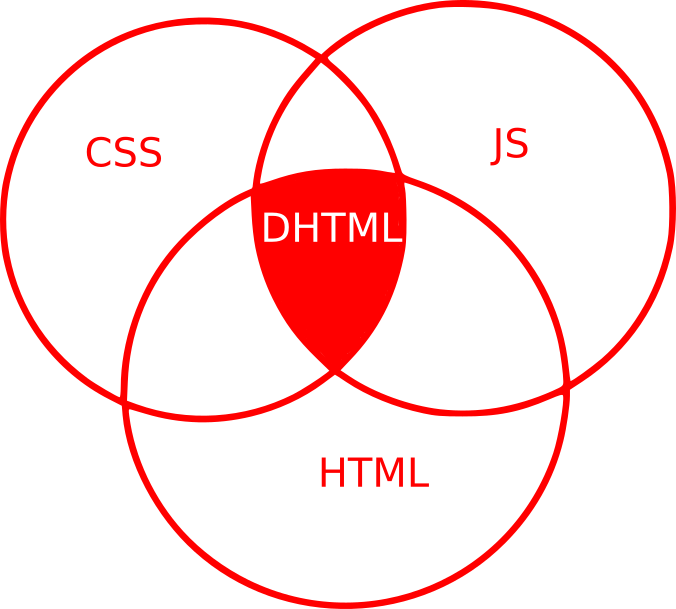

DHTML(Dynamic HTML; 동적 HTML)은 정적 마크업 언어인 HTML과 클라이언트 기반 스크립트 언어(자바스크립트 같은) 그리고 스타일 정의 언어인 CSS를 조합하여 대화형 웹 사이트를 제작하는 기법을 의미한다.
DHTML은 웹 브라우저 상에서 동작하는 응용 프로그램을 제작하는 데에도 쓰인다. 예를 들어 간편한 내비게이션을 위해 대화형 폼(form)을 제작하거나 전자 학습에 사용되는 대화형 실습장을 만드는 데 이용될 수 있다. 완전히 브라우저에 포함되어 데이터베이스와 같은 서버측 지원이 없이 동작하는 DHTML 응용 프로그램을 때로 SPA(Single Page Applications; 단일 페이지 응용 프로그램)라 부른다.
경쟁 기술로는 애니메이션을 위한 어도비 플래시나 자바, AJAX, 애플릿, SVG 등이 있다(SVG는 아직까지 주요 웹 브라우저에서 잘 지원되지 않는다).
DHTML의 단점으로는 브라우저마다 기술 지원에 대한 편차가 있기 때문에 개발과 디버그 작업이 힘들다는 것과, 화면 크기가 다양하기 때문에 제한된 브라우저와 화면 크기 조합에만 최적화가 가능하다는 점이다. 최신 브라우저(인터넷 익스플로러 5.0+, 넷스케이프 6.0+, 오페라 7.0+)에서의 개발은 공통된 DOM 덕분에 이전보다 간편해졌다.

## 예

### 일반적인 DHTML의 예
```
<!doctype html>

<
html
 
lang
=
"en"
>

     
<
head
>

          
<
meta
 
charset
=
"utf-8"
>

          
<
title
>
DHTML example
</
title
>

     
</
head
>

     
<
body
>

          
<
div
 
id
=
"navigation"
></
div
>

          
<
script
>

               
var
 
init
 
=
 
function
 
()
 
{

                    
myObj
 
=
 
document
.
getElementById
(
"navigation"
);

                    
// ... manipulate myObj

               
};

               
window
.
onload
 
=
 
init
;

          
</
script
>

          
<!--

          Often the code is stored in an external file; this is done

          by linking the file that contains the JavaScript.

          This is helpful when several pages use the same script:

          -->

          
<
script
 
src
=
"myjavascript.js"
></
script
>

     
</
body
>

</
html
>

```

### 텍스트 추가 블록 표시
```
<!doctype html>

<
html
 
lang
=
"en"
>

     
<
head
>

          
<
meta
 
charset
=
"utf-8"
>

          
<
title
>
Using a DOM function
</
title
>

          
<
style
>

               
a
 
{
background-color
:
#eee
;}

               
a
:
hover
 
{
background
:
#ff0
;}

               
#
toggleMe
 
{
background
:
#cfc
;
 
display
:
none
;
 
margin
:
30
px
 
0
;
 
padding
:
1
em
;}

          
</
style
>

     
</
head
>

     
<
body
>

          
<
h1
>
Using a DOM function
</
h1
>

          
<
h2
><
a
 
id
=
"showhide"
 
href
=
"#"
>
Show paragraph
</
a
></
h2
>

          
<
p
 
id
=
"toggleMe"
>
This is the paragraph that is only displayed on request.
</
p
>

          
<
p
>
The general flow of the document continues.
</
p
>

          
<
script
>

               
changeDisplayState
 
=
 
function
 
(
id
)
 
{

                    
var
 
d
 
=
 
document
.
getElementById
(
'showhide'
),

                         
e
 
=
 
document
.
getElementById
(
id
);

                    
if
 
(
e
.
style
.
display
 
===
 
'none'
 
||
 
e
.
style
.
display
 
===
 
''
)
 
{

                         
e
.
style
.
display
 
=
 
'block'
;

                         
d
.
innerHTML
 
=
 
'Hide paragraph'
;

                    
}

                    
else
 
{

                         
e
.
style
.
display
 
=
 
'none'
;

                         
d
.
innerHTML
 
=
 
'Show paragraph'
;

                    
}

               
};

               
document
.
getElementById
(
'showhide'
).
onclick
 
=
 
function
 
()
 
{

                    
changeDisplayState
(
'toggleMe'
);

                    
return
 
false
;

               
};

          
</
script
>

     
</
body
>

</
html
>

```

## 같이 보기
- 동적 웹페이지